# Funningsfjørður (fiord)
Funningsfjørður (far. wym. [ˈfʊnːɪŋgsˌfjøːɹʊɹ], duń. Fundingsfjord) – fiord w północnej części wyspy Eysturoy w archipelagu Wysp Owczych.
Zatoka ma w ok. 10 km długości, w najwęższym miejscu mierzy 330 metrów szerokości, zaś przy połączeniu z otwartym morzem – ok. 3,4 km. Fiord wcina się w ląd od północy, a od pobliskiego Skálafjørður po przeciwnej stronie oddzielony jest jedynie niespełna siedmiokilometrową doliną. W ten sposób dwie wspomniane zatoki dzielą nieomal na pół Eysturoy (drugą co do wielkości wyspę archipelagu).
Otaczające fiord pasma górskie wielokrotnie przekraczają wysokość 700 metrów, z najwyższymi wierzchołkami Slættaratindur (880 m n.p.m. – najwyższy szczyt Wysp Owczych), Svartbakstindur (801 m n.p.m.) czy Blámansfjall (790 m n.p.m.) po stronie zachodniej oraz Dalkinsfjall (719 m n.p.m.) po stronie wschodniej.
Nad brzegami Funningsfjørður leżą miejscowości  Elduvík, Elduvíksnes, Funningsfjørður, Funningur.